# Sześciozgłoskowiec
Sześciozgłoskowiec – forma wierszowa złożona z sześciu sylab.
Szereg sześciosylabowy składa się na ogół z dwóch lub trzech wyrazów albo z dwóch lub trzech zestrojów akcentowych. Występuje jako samodzielny wers w wierszach izosylabicznych, przeplatanych i różnowersowych, a także jako komponent w  wersach bardziej rozbudowanych.
Przed mym oknem nuci
Śpiewak ów skrzydlaty;
Przed mym oknem kwitną
Maki i bławaty;
Przed mym oknem grusza
Pochyla owoce;
Przed mym oknem błękit
I słońce migoce.
Stanisław Rossowski, Z wilegiatury
W sylabotonizmie sześciozgłoskowiec może być trocheiczny trójstopowy albo amfibrachiczny dwustopowy (na przykład Chór strzelców Adama Mickiewicza):
 Śród opok i jarów,
 I plonów i głogów,
 Przy dźwięku ogarów,
I rusznic i rogów...